# Nissan e-NV200
El Nissan e-NV200 es un vehículo eléctrico fabricado por Nissan en Barcelona, España.
Tiene un motor de 80 kW (109 CV). La velocidad máxima es de 123 km/h. Acelera de 0 a 100 km/h en 14 segundos. La batería de 24 kWh le proporciona una autonomía de unos 117 km y la batería de 40 kWh de unos 200 km (WLTP).

## Historia
Basándose en el Nissan NV200 y en el Nissan Leaf, Nissan presentó en 2012 la versión totalmente eléctrica en el North American Auto Show de Detroit.
El e-NV200 equipa un paquete de baterías de 24 kWh y una autonomía EPA de 117 km o de 40 kWh y una autonomía de 200 km (WLTP).
El Servicio Postal de Japón hizo pruebas con prototipos desde julio de 2011.
En diciembre de 2011 FedEx comenzó pruebas de prototipos en Londres.
Nissan invirtió 100 millones de euros para la construcción del e-NV200 en la Zona Franca de Barcelona donde creó unos 700 empleos. Las ventas comenzaron en 2014 y se exportó a todo el mundo. El motor y sistema de baterías está basado en el Nissan Leaf del que en febrero de 2014 se habían vendido 100 000 unidades en todo el mundo.
Durante 2013 se probó el e-NV200 como candidato a taxi para Londres.
En mayo de 2018 se comercializó el modelo de 40 kWh con una autonomía de 200 km según la homologación WLTP.

## Especificaciones
- Largo: 4560 mm
- Ancho: 1755 mm
- Alto: 1858 mm
- Nº Plazas: 2/5/7

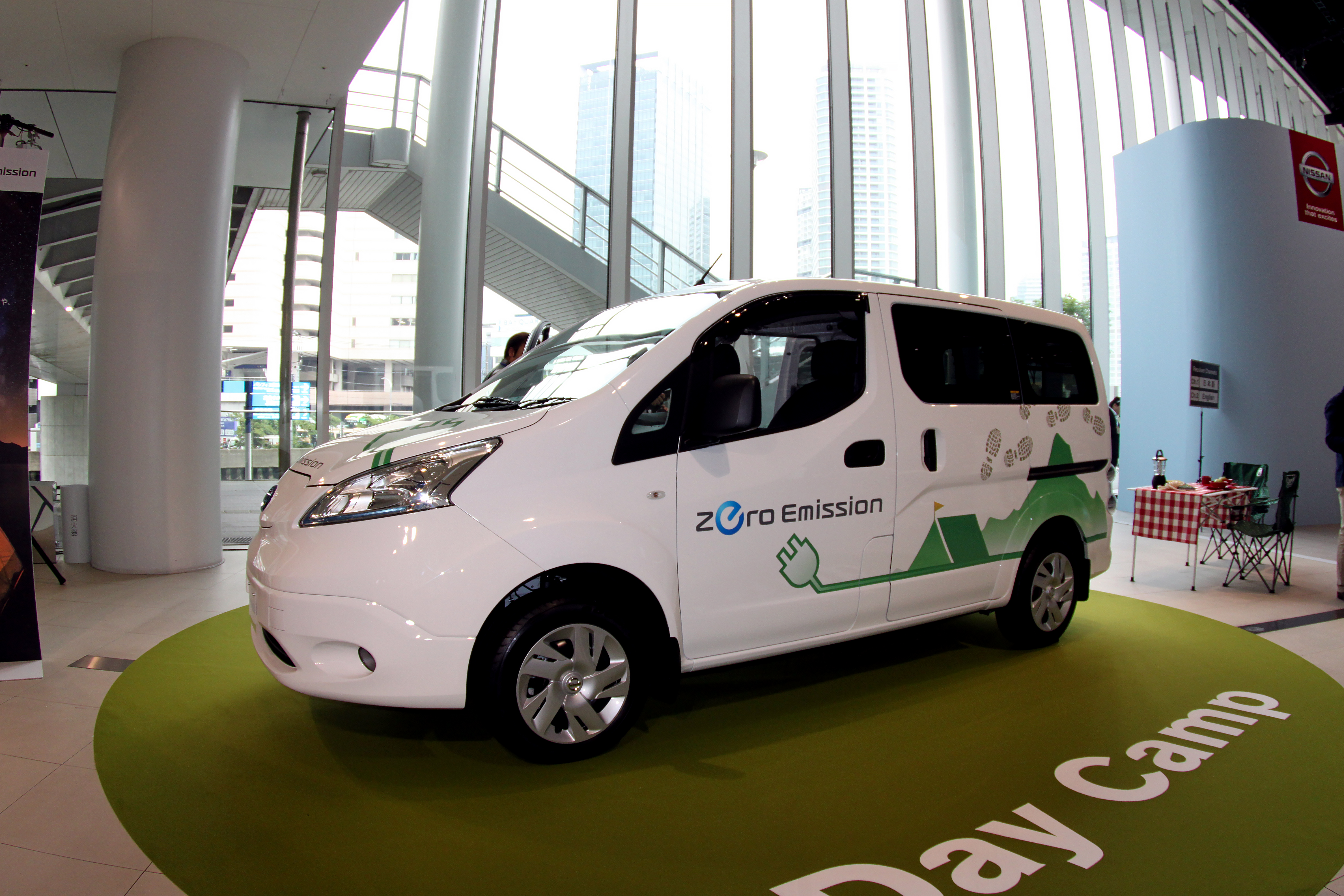

- Nº Puertas: 4/5. 2 puertas delanteras, 2 laterales correderas y portón trasero o 2 puertas 40/60.
- Capacidad de carga (kg): 614-770 kg
- Volumen de carga (m³): 2.1-4.2. Hasta 2 europalets.
- Potencia máxima: 80 kW (109 CV)
- Velocidad máxima: 123 km/h
- Transmisión: Reductora de 1 velocidad. Relación:1/9.30
- Tracción: Delantera
- Consumo: 165 Wh/km (24 kWh NEDC), 25,9 Wh/km (40 kWh WLTP)
- Autonomía: 117 km (24 kWh EPA). 200 km (40 kWh WLTP).
- Batería: Iones de Litio de 24 kWh o 40 kWh.
- Tipo cargador: Normal (Monofásico, 230V)
- Cargador inteligente: Sí
- Longitud cable: 6 m.
- Diámetro de giro: 10,6 m.
- Suspensión delantera: Independiente McPherson
- Suspensión trasera: Ballesta de torsión
- Dirección: Asistida eléctrica
- Sistema de frenos: Servo-asistido con sistema regenertativo
- Freno en eje delantero: Frenos de disco
- Freno en eje trasero:  Frenos de disco
- Neumáticos: 185/65R15[8][9]

## Batería
La batería de iones de litio de 24 kWh va situada bajo el suelo y apenas le resta capacidad de carga con respecto al NV200. La altura hasta la zona de carga es de 523 mm.
La batería de 40 kWh tiene mayor densidad energética y capacidad específica: 460 Wh/l y 224 Wh/kg. Emplea un cátodo de níquel, manganeso y cobalto.
Tiene 192 celdas en 24 módulos.
Los dueños de una Nissan e-NV200 disfrutarán de cobertura si la capacidad de carga de la batería disminuye por debajo de 9 barras (sobre las 12 mostradas en el salpicadero) en menos de 5 años o de 100.000 km.

### Refrigeración de baterías
El Nissan Leaf tiene refrigeración forzada pasiva de las baterías por la que el aire circundante enfría las baterías. A temperaturas muy bajas entran en funcionamiento unos bloques calentadores.
El e-NV200 dispone de un sistema de refrigeración más complejo que lleva unos tubos del sistema de climatización hasta un radiador en la caja que contiene el paquete de baterías. Un ventilador hace pasar aire a través del radiador para enfriar o calentar el aire que rodea a las baterías.

## Recarga

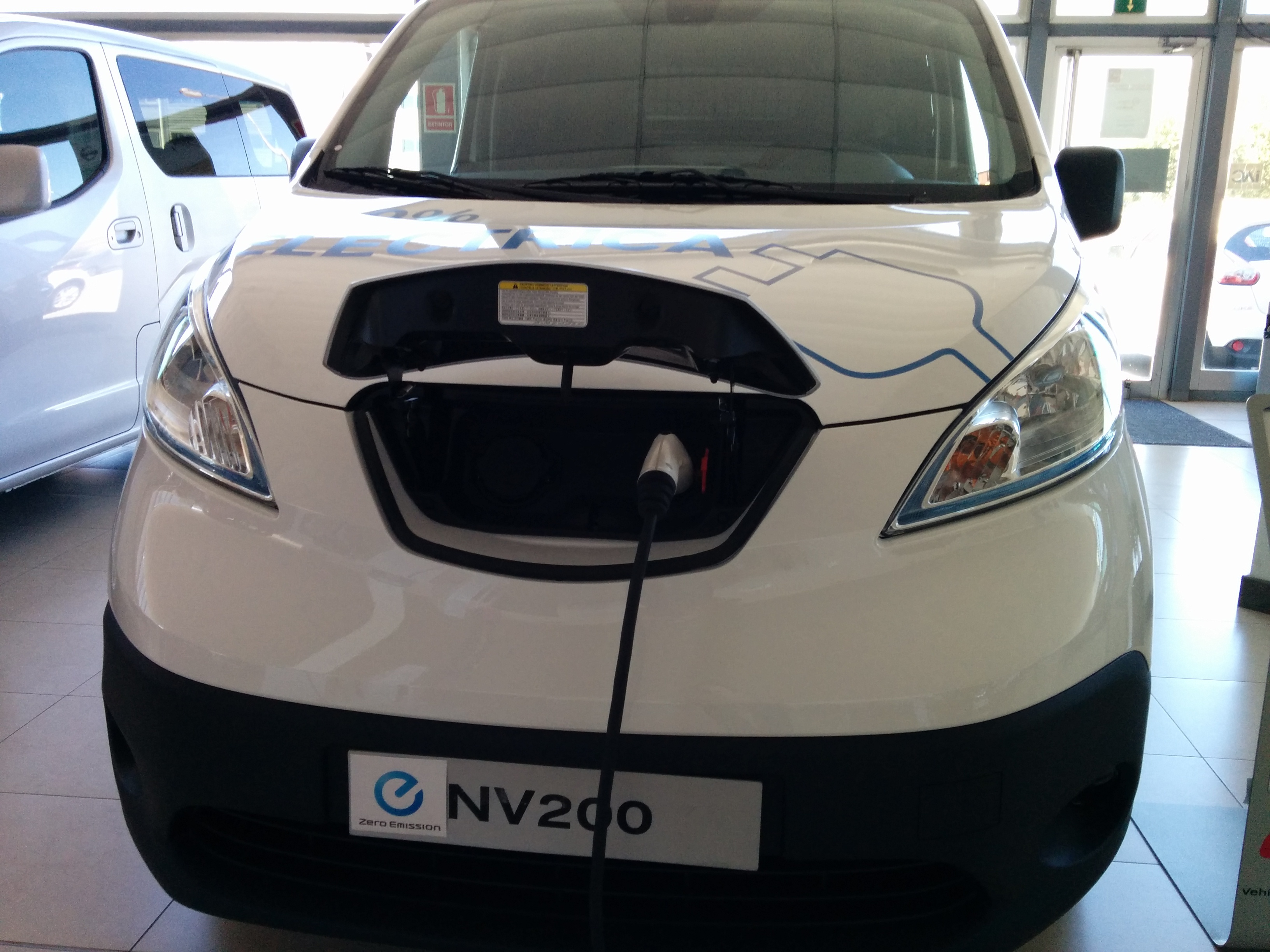
Conector de carga J1772

La recarga doméstica se puede realizar en cualquier enchufe Schuko de 220 V. El cargador ocasional suministrado por Nissan es de 2,3 kW-10A.
El modelo de 40 kWh viene con conector J1772 y un adaptador Mennekes.
La recarga rápida CHAdeMO puede recargar del 0% al 80% en 30 minutos.
| Cargador          | Potencia kW | Amperios | horas (24 kWh) | horas (40 kWh) |
| ----------------- | ----------- | -------- | -------------- | -------------- |
| EVSE suministrado | 2,3         | 10       | 12             | 21             |
| WallBox 16A       | 3.6         | 16       | 8              | 14             |
| WallBox 32A       | 6.6         | 32       | 4              | 7              |
| CHAdeMO           | 50          | 100      | 0,7            | 0,7            |

### Carga rápida
Se puede efectuar una recarga rápida en postes de corriente continua DC de hasta 50 kW con el protocolo CHAdeMO. Se puede recargar el 80% de la batería en unos 30 minutos.
El proceso de carga rápida CHAdeMO se inicia muy rápido con intensidades de hasta 106 A y va disminuyendo. Es comparable al llenado de un vaso hasta el borde: al principio se vierte rápidamente el líquido para ir disminuyendo el caudal a medida que se va llenando.

## Conducción

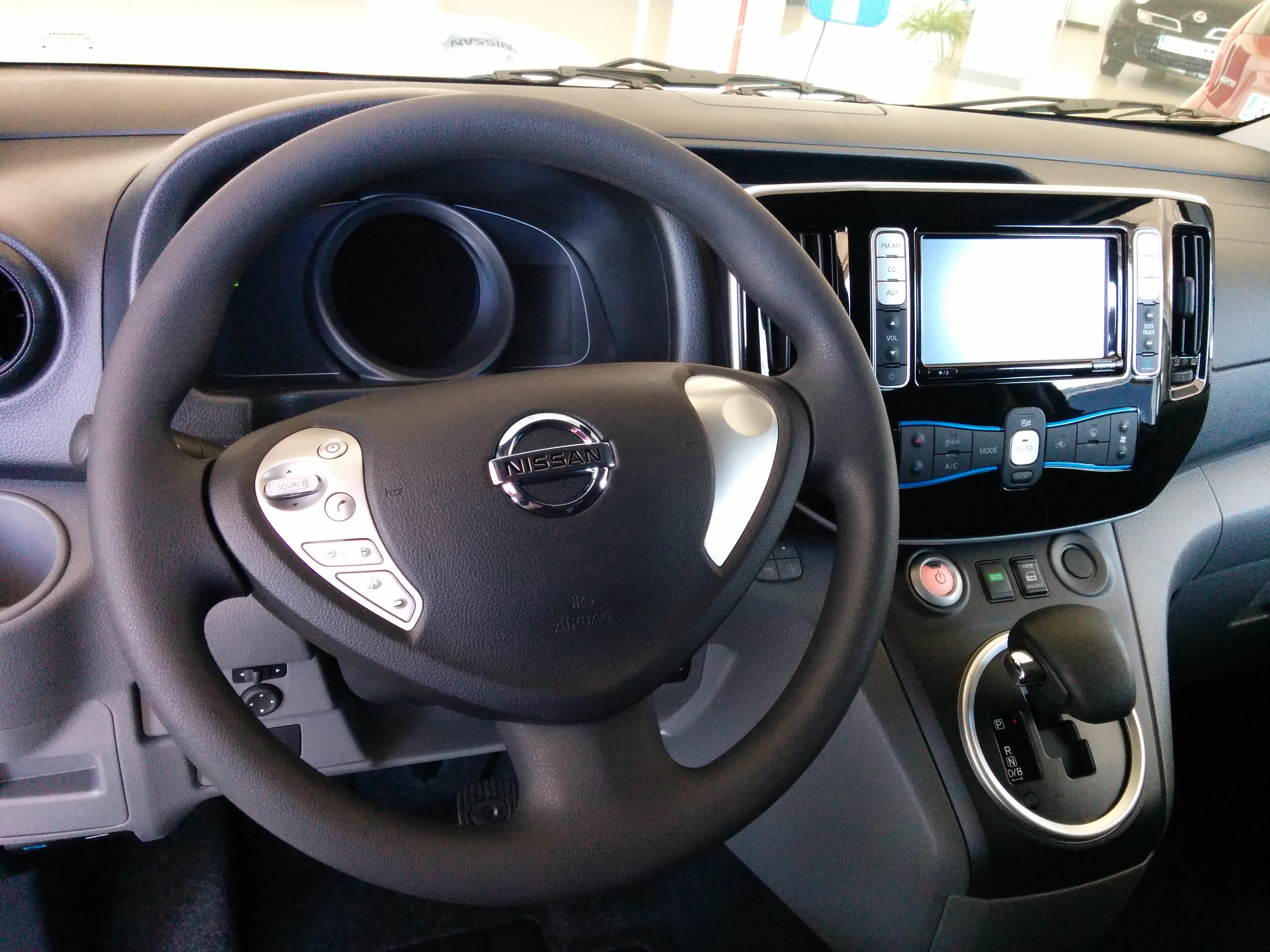
Salpicadero, Navegador de 7 pulgadas.

Tiene 4 modos de conducción: D, B, D+Eco, B+Eco.
El modo Eco reduce el consumo de energía del aire acondicionado y modifica el comportamiento del pedal del acelerador con una aceleración más suave.
El modo B incrementa la potencia del sistema de frenada regenerativa. Combinado con el modo Eco, permite lograr la mejor optimización del consumo de energía.
Tiene dos pedales: acelerador y freno. Se conduce como un vehículo automático.

## Seguridad
El Nissan e-NV200 de 2014 obtuvo una calificación de 3 estrellas en la prueba Euro NCAP.
| Total                    | 3/5 estrellas |
| Test                     | Porcentaje    |
| ------------------------ | ------------- |
| Pasajeros adultos        | 75%           |
| Pasajeros niños          | 80%           |
| Peatones                 | 60%           |
| Asistencias de seguridad | 38%           |

## Versiones
En 2014 había 4 versiones:
- Furgón Basic. No tiene aire acondicionado. Dispone como opción la carga a 6.6 kW (32A). No dispone de carga rápida CHAdeMO.
- Combi Basic
- Furgón Comfort.
- Combi Comfort.[9]

Las versiones Combi pueden llevar 5 personas y 1950 litros de carga. Tienen 2 puertas delanteras, 2 traseras deslizantes y un portón trasero.
Las versiones Furgón pueden llevar 2 personas y 4200 litros de carga (hasta 770 kg.). Pueden tener un portón trasero o 2 puertas al 40/60.
Las versiones Comfort incorporan de serie el navegador Nissan y el servicio telemático Carwings.
En julio de 2018 se lanzó en España la versión Camper equipada para hacer camping.

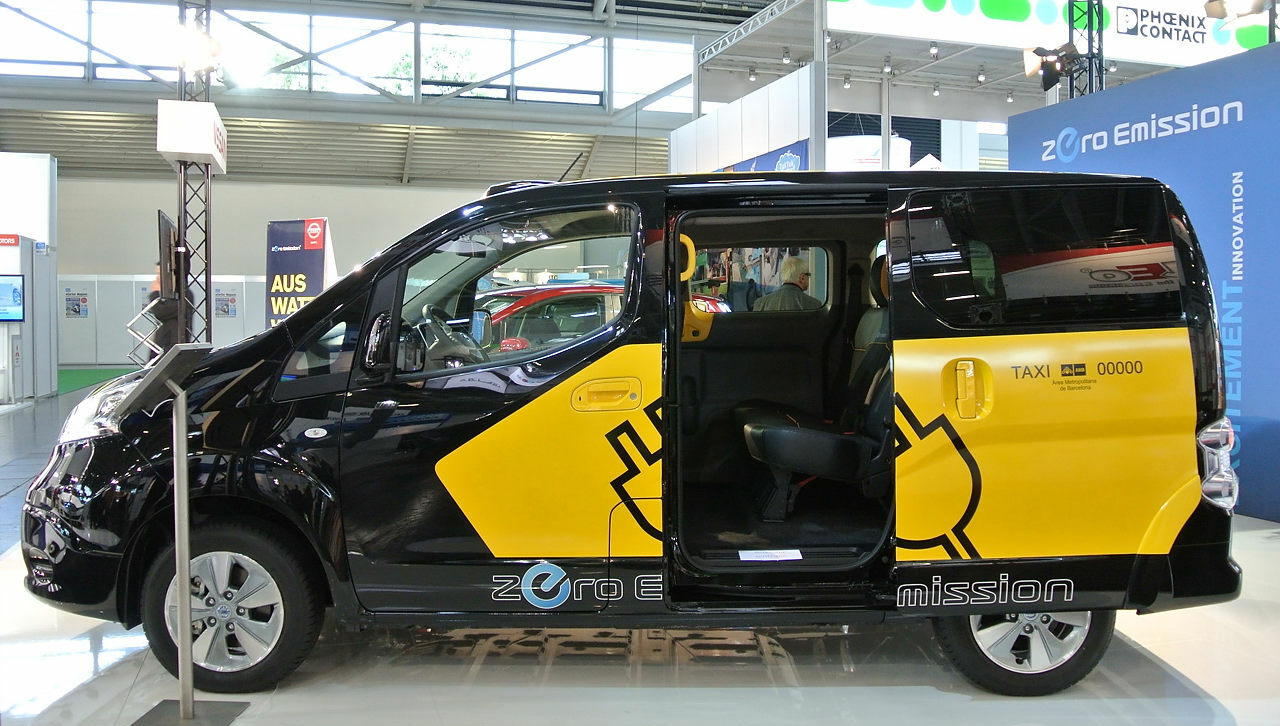
Modelo Combi como taxi

## Carwings
Es un sistema que recopila información del vehículo y la transmite vía telemática a un centro de datos. Cada vez que se arranca el coche el sistema pide permiso para la transmisión de los datos.
Algunos datos que se procesan por trayecto son: distancia recorrida, uso del freno, tiempo de aceleración y desaceleración, tiempo de conducción, tiempo de funcionamiento de las luces, velocidad media, velocidad al accionar el freno, uso de los interruptores en relación con el consumo de electricidad de los sistemas, tiempo de uso del climatizador, uso de las posiciones de la palanca, consumo eléctrico del motor y accesorios.
El sistema permite al usuario acceder desde un ordenador conectado a internet o desde un teléfono inteligente y consultar el estado de carga de la batería, la autonomía del vehículo, si está cargando, conectar o desconectar el climatizador y recibir un mensaje de finalización de carga. También muestra estadísticas sobre los kilómetros recorridos, número de trayectos realizados y energía consumida.
Nissan estudia los datos de todos los usuarios para mejorar la eficiencia del vehículo con actualizaciones de software y firmware.
También permite consultar desde el vehículo las estaciones de recarga más próximas y su disponibilidad de carga en un momento dado.

## Garantía
Tiene 5 años de garantía en todos los componentes eléctricos y 3 años o 100 000 km en todos los demás componentes.
Tiene 12 años de garantía anticorrosión.
La garantía de la batería de litio de la Nissan e-NV200 también protege de la pérdida de carga por debajo de 9 barras de capacidad (de 12) por un periodo de 5 años o 100 000 km.